# Pioneer 11

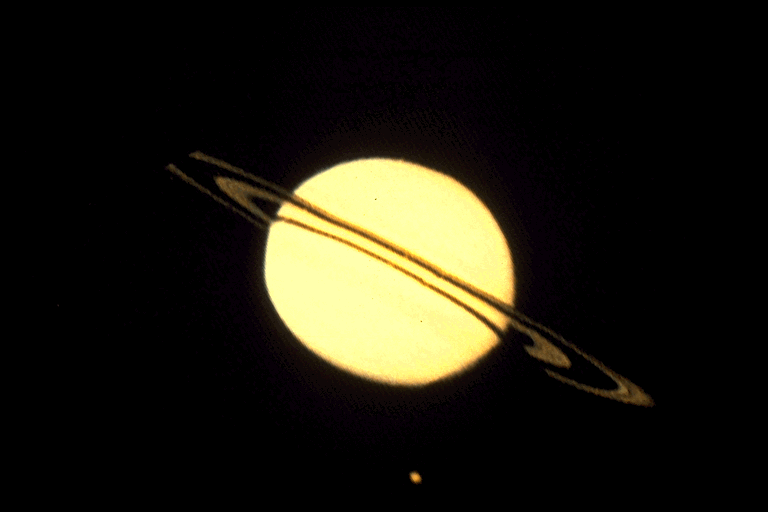
Saturn und sein Mond Titan, von Pioneer 11 aufgenommen

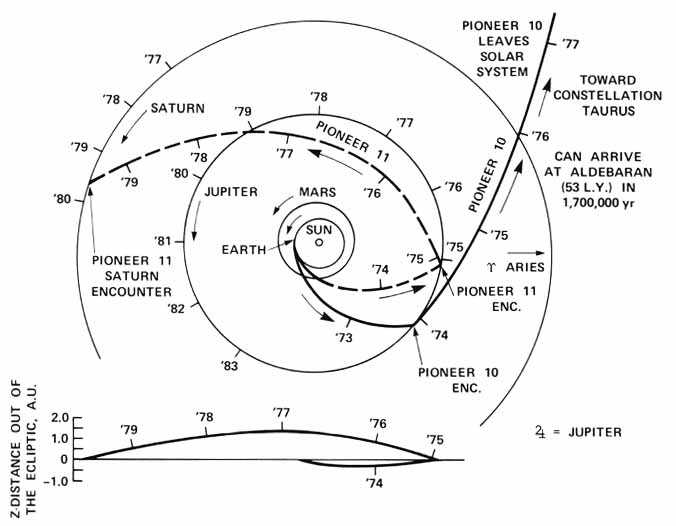
Die Flugbahnen von Pioneer 10 und 11. Die Seitenansicht unten zeigt den Flug von Pioneer 11 über die Ekliptik hinweg vom Jupiter zum Saturn.

Pioneer 11 (englisch für Pionier oder Wegbereiter) ist eine US-amerikanische Raumsonde der Pioneer-Reihe, die am 6. April 1973 vom Launch Complex 36 auf Cape Canaveral an Bord einer Trägerrakete vom Typ Atlas-Centaur gestartet wurde. Die 259 kg schwere Sonde hatte die Aufgabe, die Planeten Jupiter und Saturn zu erforschen. Der letzte Kontakt konnte im November 1995 hergestellt werden.
Am 13. März 2025 ist Pioneer 11 ca. 114,29 Astronomische Einheiten (AE) von der Sonne entfernt, das sind etwa 17,1 Milliarden Kilometer.

## Mission
Genau ein Jahr nach dem Start der Schwestersonde Pioneer 10 sollte auch Pioneer 11 den Vorstoß in das äußere Sonnensystem wagen. Der Missionsbeginn wurde um ein Startfenster zum Jupiter gegenüber Pioneer 10 verzögert, da man befürchtete, der Asteroidengürtel könnte so dicht sein, dass er für eine Raumsonde unpassierbar wäre. Da dies nicht der Fall war, konnte Pioneer 11 wie erhofft starten. Sofern die Sonde nach dem Vorbeiflug am Jupiter noch funktionsfähig wäre, sollte sie den zweiten Riesenplaneten Saturn ansteuern.
Wie auch bei Pioneer 10 befindet sich an Bord von Pioneer 11 eine Pioneer-Plakette, die eine Botschaft der Menschheit an etwaige außerirdische Lebewesen enthält.

## Technik und wissenschaftliche Instrumente
Die technische und wissenschaftliche Ausstattung waren baugleich mit der von Pioneer 10 (detaillierte Beschreibung siehe dort).

## Verlauf
Pioneer 11 startete am 6. April 1973 mit einer Atlas-Centaur-Rakete von Launch Complex 36 auf Cape Canaveral.
Der Vorbeiflug an Jupiter fand am 3. Dezember 1974 in 43.000 km Abstand zur Oberfläche statt. Dabei machte die Sonde rund 500 Bilder und gewann zahlreiche Daten.
Der Vorbeiflug an Saturn fand am 1. September 1979 in 21.000 km Abstand statt. Dabei wurden ungefähr 400 Bilder gemacht. Die Sonde entdeckte Details der Saturnringe und einen neuen Saturnmond. Pioneer 11 war die erste Sonde, die den Planeten Saturn passierte.
Wegen Treibstoffmangels wurde die Mission zum 30. September 1995 eingestellt. Die NASA erhielt am 24. November 1995 eine letzte Telemetrie von Pioneer 11.

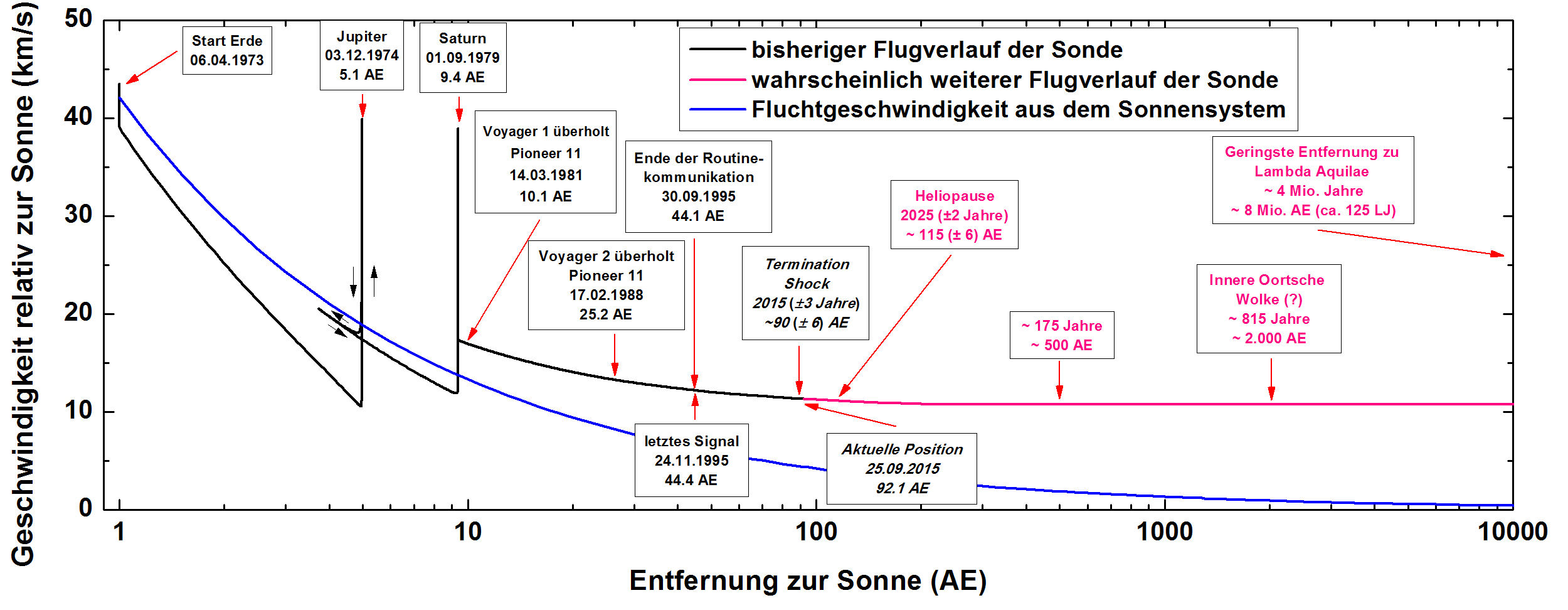
Wichtige Etappen der Mission und theoretisch zukünftiger Flugverlauf der Sonde (kursiv = aufgrund der fehlenden Kommunikation keine Überprüfung möglich)

## Ergebnisse

Trajektorie von Pioneer 11 mit Vorbeiflügen an Jupiter und Saturn

Trotz des ersten erfolgreichen Vorbeiflugs am Saturn wurden die wissenschaftlichen Ergebnisse der Pioneer-11-Mission bald durch diejenigen der beiden Voyager-Sonden erweitert und übertroffen, weil sie ebenso wie Pioneer 10 nur teilweise die wissenschaftliche Erforschung des äußeren Sonnensystems als Ziel hatte. Ihre Aufgabe lag vor allem darin, überhaupt Jupiter und Saturn zu erreichen, damit die nachfolgende Generation von Voyager-Sonden diese Planeten genauer erforschen konnte. Voyager 1 erreichte Saturn bereits gut 14 Monate nach Pioneer 11, obwohl sie fast viereinhalb Jahre später gestartet war.
Pioneer 11 ist diejenige Sonde, die das Sonnensystem mit der geringsten Geschwindigkeit verlässt, da ihre Flugbahn nach dem Swing-by an Jupiter eine relativ große Abweichung von dessen Bewegungsrichtung haben musste. Da sie deswegen auch von beiden Voyager-Sonden überholt wurde (die zudem wie Pioneer 10 noch wesentlich länger aktiv waren bzw. sind), spielten die zwischen 1990 und 1995 gewonnenen Messergebnisse im interplanetaren Raum nur eine geringe Rolle.
Im Rahmen der Untersuchungen zur Pioneer-Anomalie wurde den Messdaten der Sonde wieder mehr Interesse geschenkt. Sie zeigen eine systematische Abweichung von der erwarteten Flugbahn und bestätigen so die zuvor schon bei Pioneer 10 festgestellte Anomalie.